# Louis-Barthélémy Pradher
Louis-Barthélémy Pradher (París, 1782 - Gray, Alt Saona, 1843) fou un pianista i compositor francès del romanticisme.
Estudià musica en l'Escola Reial de cant i en el Conservatori de París, i entre els seus professors s'hi contaren Gobert i en Berton, que li ensenyà la teoria de la música. El 1802 fou nomenat professor de piano del mateix Conservatori en substitució de Hyacinthe Jadin, i entre els seus deixebles hi figuren Le Couppey, Dubois, els dos Herz, Rosellen, etc. El 1829 es retirà del professorat i s'establí a Tolosa. Durant els regnats de Lluís XVIII i Carles X fou pianista de la cort.
Pradher va compondre diverses òperes còmiques, entre elles:
- La folie musicale ou Le Chanteur prisonnier,
- Jeune et vieille,
- L'emprant secret,
- Philosophe en voyage (en col·laboració amb Kreubé);
- Jenny la bouquétière;
- Le voisinage;
- Les enlevement impromtu.

Diverses composicions per a piano; un concert, cinc sonates, diversos rondós, un d'ells per a dos pianos; potpourris, etc. Música de cambra, 22 col·leccions de romances, etc.
Estava casat en segones núpcies amb la cantatriu Félicité More (Carcassona, 1800 - Gray, 1876). Aquesta artista es dedicà a l'òpera còmica, i en aquest gènere creà papers importants.